# 菲列德根
菲列德根是特尔温吉哥特人首领，他在哥特战争期间的阿德里安堡战役中击败了东罗马帝国皇帝瓦伦斯的军队，瓦伦斯在战役中阵亡。